# Polkowice
Polkowice é um município da Polônia, na voivodia da Baixa Silésia e no condado de Polkowice. Estende-se por uma área de 23,74 km², com 22 487 habitantes, segundo os censos de 2019, com uma densidade 947 hab/km².